# Serge Hélan
Serge Hélan (Pointe-à-Pitre, Francia, 24 de febrero de 1964) es un atleta francés retirado especializado en la prueba de triple salto, en la que ha conseguido ser subcampeón europeo en 1994.

## Carrera deportiva
En el Campeonato Europeo de Atletismo de 1994 ganó la medalla de plata en el triple salto, con un salto de 17.55 metros, siendo superado el ruso Denis Kapustin (oro con 17.62 metros) y por delante del letón Māris Bružiks (oro con 17.20 metros).